# Parupeneus minys
Parupeneus minys Randall & Heemstra, 2009 è un pesce osseo marino appartenente alla famiglia Mullidae diffuso nell'oceano Indiano. L'epiteto specifico minys si riferisce alle dimensioni ridotte di questa specie.

## Descrizione
Presenta un corpo compresso lateralmente e sul ventre, allungato; la colorazione è rosata con un'area giallastra lungo la linea laterale. I barbigli e il ventre sono bianchi. Le pinne sono trasparenti, tendenti al giallo, e presentano macchie bluastre. Macchie di un simile colore sono presenti anche sulla testa.
La lunghezza massima registrata è di 10,7 cm, e le femmine raggiungono la maturità sessuale già a 7, il che rende P. minys la specie di dimensioni inferiori all'interno del genere Parupeneus.

È quindi facilmente confondibile sia con esemplari giovanili di altre specie, in particolare P. heptacanthus (da cui si distingue per l'assenza di una macchia nera sull'ottava scaglia della linea laterale) che con altri Parupeneus di dimensioni medio-piccole come P. janseeni (da cui si distingue per le minori dimensioni della prima pinna dorsale, per gli occhi più piccoli e per i barbigli più sottili).

## Distribuzione e habitat
È stato segnalato in varie località nell'ovest dell'oceano Indiano, dal Mozambico al Kerala; i limiti precisi del suo areale non sono ben noti a causa dei pochi esemplari identificati. Vive intorno a i 50 m di profondità.
Il locus typicus è l'Atollo di Poivre, nelle Isole Esterne (Seychelles).

## Conservazione
Questa specie è classificata come "a rischio minimo" (LC) dalla lista rossa IUCN perché ha un ampio areale, ma i dati sulle sue popolazioni sono pochi, anche a causa della facile confusione con Parupeneus heptacanthus; non sono comunque note particolari minacce.